# Filips I van Heinsberg
Filips van Valkenburg-Heinsberg, in Keulen bekend als Filips I van Heinsberg of Filips I van Keulen (Heinsberg of Valkenburg, 1130 - omgeving Napels, 13 augustus 1191), was een vooraanstaand geestelijke in de middeleeuwen. Hij was onder andere proost van het Sint-Lambertuskapittel in Luik, aartsbisschop van Keulen en kanselier van Rijks-Italië en een trouwe bondgenoot van keizer Frederik I Barbarossa.

## Levensbeschrijving
Filips stamde uit het Huis Valkenburg-Heinsberg en was een zoon van Gosewijn II van Valkenburg-Heinsberg en Adelheid van Sommerschenburg. Hij was de broer van Gosewijn III van Valkenburg, eveneens een trouwe bondgenoot van Barbarossa. Als jongere zoon opteerde hij voor een geestelijke loopbaan. Filips was onder andere deken van het kapittel van de Keulse Dom en proost van het kapittel van de Sint-Lambertuskathedraal in Luik. In 1168 werd hij aartsbisschop van Keulen, nadat hij al in 1167 aartskanselier van Italië was geworden.
Als kanselier ondersteunde hij de Italië-politiek van Frederik Barbarossa en trok diverse keren met de keizer mee naar Italië. Filips bevestigde definitief de territoriale aanspraken van het Keulse aartsbisdom ten nadele van de keizers Hendrik de Leeuw en Koenraad de Staufer. Hij nam deel aan de strijd tegen Hendrik de Leeuw en kon hierdoor zijn gebieden in Westfalen gevoelig uitbreiden (Werl-Arnsberg, Brilon, Soest, Medebach en Marsberg) en de aartsbisschoppelijke invloed uitbreiden tot aan de Wezer. Filips liet Soest uitbouwen als oostelijk steunpunt van zijn gebied. Bij de vrede van Fülda van 1190 verwierf hij ook nog Linn, Dollendorf, Alten-Wied, Blankenberg, Wassenberg, Aremberg-Ahrberg, Altenahr, Rheydt en Nideggen.
Filips stierf in 1191 nabij Napels bij een epidemie.

## Nalatenschap
Als belangrijkste culturele nalatenschap van aartsbisschop Filips I van Keulen geldt het zogenaamde Driekoningenschrijn in de Dom van Keulen. Dit schrijn bevat de relikwieën van de Drie Koningen, die door Filips' voorganger Reinald van Dassel uit Milaan geroofd waren. Deze belangrijke relieken werden door Filips I in een zeer rijk bewerkt, verguld koperen reliekschrijn geplaatst, vervaardigd door de beroemdste edelsmid uit de middeleeuwen, Nicolaas van Verdun.
In dezelfde kerk bevindt zich ook het grafmonument van Filips uit circa 1300. Het stenen monument heeft de vorm van een middeleeuwse burcht met in het centrum een gisant, een beeld van de overleden bisschop.
- Gemeinsame Normdatei: 118791877
- International Standard Name Identifier: 0000 0003 8205 6798
- Library of Congress Control Number: n94053716
- Nationale Bibliotheek van Tsjechië: jx20101108034
- Nederlandse Thesaurus van Auteursnamen: 173823203
- Système universitaire de documentation: 221584986
- Virtual International Authority File: 262730949
- WorldCat: E39PBJvxtxJCPRfjYWBBfvFFrq